# 142
Glej tudi: število 142
142 (CXLII) je bilo navadno leto, ki se je po julijanskem koledarju začelo na nedeljo.

## Dogodki
- Rimljani začnejo na ukaz cesarja Antonina Pija graditi Antoninov zid med Anglijo in Škotsko.